# Comuna Skvorțove, Simferopol
Skvorțove (în ucraineană Скворцове) este o comună în raionul Simferopol, Republica Autonomă Crimeea, Ucraina, formată din satele Kolodeazne, Mijhirne și Skvorțove (reședința).

## Demografie
Componența lingvistică a comunei Skvorțove
     Rusă (73,4%)
     Tătară crimeeană (13,17%)
     Ucraineană (11,94%)
     Alte limbi (0,21%)
Conform recensământului din 2001, majoritatea populației comunei Skvorțove era vorbitoare de rusă (73,4%), existând în minoritate și vorbitori de tătară crimeeană (13,17%) și ucraineană (11,94%).